# Reyes (Beni)
Reyes ist eine Kleinstadt im Departamento Beni im südamerikanischen Anden-Staat Bolivien. Sie ist der Sitz des Apostolischen Vikariates Reyes.

## Lage im Nahraum
Reyes ist Verwaltungssitz der Provinz Ballivián und der zentrale Ort des Municipios Reyes. Die Stadt liegt auf einer Höhe von 188 m im bolivianischen Tiefland am rechten Ufer des Río Beni, etwa fünfzehn Kilometer vom Fluss entfernt.

## Geographie
Reyes liegt im bolivianischen Teil des Amazonasbeckens östlich der Gebirgsketten des Landes in einem ganzjährig humiden Klima.
Die mittlere Durchschnittstemperatur der Region liegt bei 26 °C (siehe Klimadiagramm Rurrenabaque) und schwankt nur unwesentlich zwischen 23 °C im Juni und Juli und gut 27 °C von Oktober bis Dezember. Der Jahresniederschlag beträgt knapp 2000 mm, mit einer ausgeprägten Regenzeit von Dezember bis März mit 200 bis 300 mm Monatsniederschlag und niedrigsten Monatswerten knapp unter 100 mm von Juli bis September.

## Verkehrsnetz
Reyes liegt in einer Entfernung von 405 Straßenkilometern westlich von Trinidad, der Hauptstadt des Departamentos.
Von Trinidad führt die weitgehend unbefestigte Nationalstraße Ruta 3 über 281 Kilometer in westlicher Richtung bis Yucumo, von dort die Ruta 8 in nördlicher Richtung 99 Kilometer bis Rurrenabaque, und erreicht dann nach weiteren 25 Kilometern Reyes. Sie führt weiter in nordöstlicher Richtung bis nach Riberalta und Guayaramerín an der brasilianischen Grenze.
Die Stadt hat einen Flugplatz, den Flugplatz Reyes.

## Bevölkerung
Die Einwohnerzahl der Ortschaft ist in den vergangenen beiden Jahrzehnten auf knapp das Doppelte angestiegen:
| Jahr | Einwohner | Quelle       |
| ---- | --------- | ------------ |
| 1992 | 4199      | Volkszählung |
| 2001 | 6222      | Volkszählung |
| 2012 | 7202      | Volkszählung |